# Magistrato

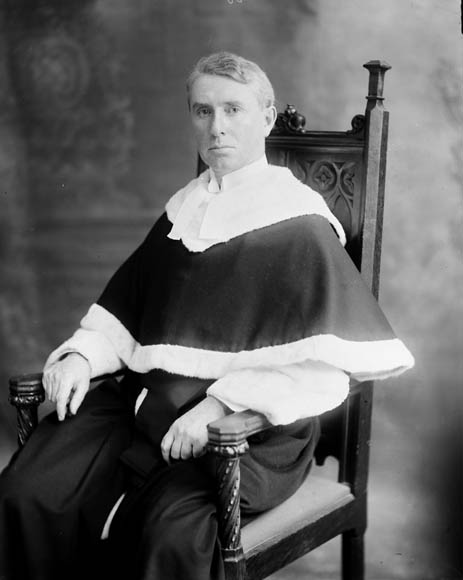
Sir Lyman Poore Duff, giudice della Corte suprema del Canada, nel 1910

Un magistrato (dal latino magistratus) è il titolare di un ufficio pubblico (in latino magisterium). Più specificamente, il termine designa funzionari investiti delle funzioni di giudice e, in certi ordinamenti, di pubblico ministero.

## Origine e usi del termine
Con riferimento ad ordinamenti del passato, il termine magistrato viene utilizzato per designare la persona titolare di un ufficio pubblico, per lo più elettivo e di durata limitata nel tempo. Il termine in passato veniva utilizzato anche per designare l'ufficio stesso, monocratico o collegiale, per il quale oggi si tende a preferire il termine magistratura (un residuo di questo secondo uso del termine lo si trova ancora nella denominazione di alcuni organi dell'ordinamento italiano, ad esempio il Magistrato del Po, esistito fino al 2002, o il Magistrato alle acque).
Il termine risale al diritto romano (magistratus è connesso al verbo magisterare, 'governare', riconducibile a sua volta a magister, 'maestro, capo' e, in ultima analisi, a magis, 'più', in contrapposizione a minister, 'servitore', da minus, 'meno') ma è correntemente utilizzato anche per riferirsi a figure della polis greca analoghe ai magistrati della civitas romana. Ha mantenuto il significato che si è detto anche nel medioevo e nell'età moderna, mentre, con riferimento agli ordinamenti contemporanei, ha assunto un significato più ristretto, designando solamente i titolari di uffici giurisdizionali; invece, per designare genericamente i titolari di uffici pubblici si preferisce il termine funzionario sebbene sporadicamente venga ancora utilizzato anche il termine magistrato (ad esempio quando si dice che "il Presidente della Repubblica è il primo magistrato dello Stato").

## La figura negli stati contemporanei
L'attuale accezione del termine presenta una significativa differenza tra gli ordinamenti di civil law e quelli di common law. 
Negli ordinamenti di civil law, tra i quali quello italiano, i magistrati sono funzionari appartenenti ad un particolare ordine, la magistratura, ai quali sono affidate funzioni di giudice e, in certi ordinamenti, di pubblico ministero, nonché eventualmente talune funzioni amministrative correlate all'amministrazione della giustizia (normalmente nell'ambito del ministero della giustizia o del corrispondente dicastero). I magistrati sono, di regola, funzionari burocratici appartenenti ad una carriera separata rispetto agli altri funzionari pubblici, nella quale entrano a seguito di pubblico concorso, aperto a coloro che hanno una formazione giuridica a livello universitario (o, in alcuni paesi, post-universitario); godono di una serie di garanzie, più accentuate rispetto a quelle degli altri pubblici funzionari, volte ad assicurare l'indipendenza del potere giudiziario. Possono anche esserci magistrati onorari, ai quali, però, è generalmente riservato un ruolo marginale. In certi paesi esiste anche un organo di autogoverno della magistratura, nel quale siedono membri eletti dai magistrati, sul modello del Consiglio superiore della magistratura previsto nella Costituzione italiana.
Nei paesi di common law, dove all'ufficio di giudice e pubblico ministero si accede per nomina da parte di organi politici (il governo o, in qualche caso, il parlamento) o elezione popolare, non esiste una magistratura nel senso ora descritto. In questi paesi il termine magistrato (magistrate) assume quindi un diverso significato, designando generalmente i giudici competenti per le cause di minore entità (ad esempio i giudici di pace).